# Kušlat
Kušlat je naseljeno mjesto u općini Foči, Republika Srpska, BiH. Nalazi se sjeverno od Zavaita i Podgaja i rječice Skakavca. Zapadno je Dragočavska rijeka, a istočno Tvrdaci i rijeka Ćehotina.
Pripojen je Zavaitu, a zajedno s njime i naselja Poda i Ruda.